# Stipa neaei
Stipa neaei,  es una especie botánica de pasto del género Stipa, de la familia Poaceae.

## Distribución
Es una planta herbácea originaria de Argentina y Chile.

## Taxonomía
Stipa neaei fue descrita por Nees ex Steud. y publicado en Synopsis Plantarum Glumacearum 1: 126. 1854.
Etimología
Stipa: nombre genérico que deriva del griego stupe (estopa, estopa) o stuppeion (fibra), aludiendo a las aristas plumosas de las especies euroasiáticas, o (más probablemente) a la fibra obtenida de pastos de esparto.
neaei: epíteto
Sinonimia
- Jarava neaei (Nees ex Steud.) Peñail.
- Stipa bella Phil.
- Stipa pulchella Munro ex Ball[3][4]